# Malin Sture
Malin Svantesdotter Sture (ibland Magdalena), född 9 november 1539 i Skällviks församling, Östergötland, död 1610 på Torpa stenhus, Västergötland, var en svensk adelsdam, dotter till Märta Eriksdotter (Leijonhufvud) och Svante Sture d.y. samt gift med Erik Gustafsson (Stenbock).

## Biografi
Malin Sture föddes 1539 på Stegeborgs slott i Skällviks socken. Hon var dotter till riksmarsken Svante Sture den yngre och Märta Eriksdotter (Leijonhufvud).

### Malins enlevering
Efter att hennes far Svante Sture mördats på Uppsala slott 1567 (se Sturemorden) bodde änkan Märta (kallad Kung Märta) med flera av deras ogifta barn på Hörningsholms slott i Södermanland. Malins kusin, Erik Gustafsson Stenbock, blev under vistelser på gården förälskad i Malin, som besvarade kärleken. Kung Märta hade då tillfrågat ärkebiskop Laurentius i Uppsala, som ansåg att äktenskap inte kunde komma i fråga eftersom Erik och Malin var så nära besläktade. Hertig Karl tog i hemlighet friarens parti och hjälpte denne med hästar och manskap för att arrangera en enlevering.
Bortförandet iscensattes på Hörningsholm en marsdag 1573. Erik bjöd i lönndom Malin på en åktur med släde. Släden förde de båda till väntande ryttare, som snabbt förde dem "i säkerhet". Någon dag senare reste Erik till Stockholm för att förklara bortförandet för kung Johan III. Men Johan, som redan haft kontakt med den starkt förolämpade Kung Märta, lät genast arrestera den optimistiske friaren och fråntog honom dessutom hans ämbeten och förläningar.
Erik Gustavsson hade många vänner, som omfattades av åsikten att paret borde få gifta sig. Bland tillskyndarna fanns Per Brahe och änkedrottning Katarina Stenbock. Dessa började uppvakta såväl Kung Märta som Johan III och lyckades inte bara få Erik frigiven utan också ge honom tillbaka förmögenheter och ämbeten.
Kung Märta gav sig dock inte på sin ståndpunkt vad gällde giftermål. Paret reste då över den halländska gränsen och lät viga sig av en dansk präst. Ändå, tre år efter enleveringen förlät svärmodern Erik och sin dotter, som fick lika stor hemgift som de andra döttrarna.

### Änka
Under kung Sigismund behöll Erik Gustafsson sina ämbeten och förläningar, men måste vid oroligheterna i landet under 1590-talet fly till Polen. Därifrån följde han Sigismund till Sverige 1598, men efter dennes nederlag vid Stångebro begav han sig till Danmark, där han avled. Hans egendomar drogs in till kronan, men redan 1603 förlänade Karl IX Malin att "njuta och obehindrat behålla" sin mans arvegods inom rikets gränser.

### Familj
Sture gifte sig 17 januari 1574 på Torpa stenhus i Länghems socken med riksrådet Erik Gustafsson (Stenbock) (1538–1602), son till riksmarsken Gustaf Olofsson (Stenbock) och Brita Eriksdotter (Leijonhufvud). De fick tillsammans barnen riksrådet Gustav Stenbock (1575–1629), lagmannen Svante Stenbock (1578–1632) i Södermanlands lagsaga, kammarherren Sten Stenbock (död 1626) och Brita Stenbock (död 1604).

## Barn
1. Gustav Eriksson (Stenbock) (1575–1629).